# Superfrog
Superfrog est un jeu vidéo de plates-formes développé par le studio britannique Team17, sorti en 1993 sur l'ordinateur Amiga. Le jeu a été adapté sur la console Amiga CD32 et sur PC.

## Système de jeu
Superfrog est un jeu de plates-formes à défilement multidirectionnel. Le jeu propose 26 niveaux répartis sur sept mondes à thèmes : la forêt magique, le château effrayant, le parc d'attraction, le niveau antique, le monde de glace, Project-F et le niveau spatial. Le joueur contrôle Superfrog, une grenouille toon, et le but du jeu est d'explorer le niveau pour retrouver un certain nombre de pièces et de rejoindre la sortie avant la fin du temps imparti. Le personnage peut collecter des fruits bonus et divers objets spéciaux : des ailes qui lui permettent de « voler », Destructo Spud, une petite créature verte qui lui sert de projectiles, des pilule d'invisibilité ou de vitesse, et la boisson Lucozade qui restaure sa jauge de vie. À la fin des niveaux, le joueur reçoit plus ou moins d'argent en fonction de ses performances. Il peut le dépenser sur une machine à sous afin d'obtenir les codes des niveaux, des points bonus et des vies supplémentaires.

## Développement
Superfrog a été développé par Team17, par l'équipe à l'origine de la série Alien Breed et Project-X. Andreas Tadic s'est occupé de la programmation et Rico Holmes a créé les graphismes et les animations du jeu. Martyn Brown est le responsable du projet. L'américain Eric W. Schwartz a créé la scène cinématique d'introduction de trois minutes dans un style dessin animé en empruntant Flip la grenouille à ses réalisations précédentes. L'univers du Magicien d'Oz fut une influence pour certains décors et personnages. Allister Brimble a conçu la musique de jeu et les effets sonores. La bande-son contient neuf thèmes. En 1999, le thème principal, Superfrog!, est proposé dans l'album Immortal qui revisite quelques-unes de meilleurs compositions vidéoludiques de l'Amiga,. Arden Aspinal (Bubball Systems) a adapté le jeu sur PC. Epic Interactive (Islona) a réédité le jeu sur AmigaCD en 1999.

## Accueil
Superfrog a reçu un bon accueil critique dans la presse spécialisée. Il fait partie des représentants populaires du genre sur Amiga aux côtés des séries James Pond et Zool.
- PC Team : 80 %[6]